# Justin de Labeville
Ridder Marie Joseph François Justin de Labeville (Marche-en-Famenne, 28 april 1778 - Namen, 6 oktober 1849) was lid van het Belgisch Nationaal Congres.

## Levensloop
De Labeville was een zoon van jonkheer Guillaume de Labeville, keizerlijk procureur bij de rechtbank van eerste aanleg in Namen, die in 1786 de titel ridder verkreeg van keizer Jozef II.
Samen met zijn broer Leopold de Labeville (1773-1823) werd hij in 1817, onder het Verenigd Koninkrijk der Nederlanden, in de erfelijke adelstand opgenomen met de titel van ridder, bevestiging van de titel die hun vader onder het ancien régime, in 1787, had verkregen. Hij trouwde in 1812 met Marie-Anne de Cerf (1788-1824). Ze hadden vijf kinderen, vier dochters en een zoon, baron Justin-Charles de Labeville (1817-1894), burgemeester van Stave, die ondervoorzitter van de Senaat werd. De naam stierf uit in 1935.
Labeville werd in 1817 lid van de Provinciale Staten van de Nederlandse provincie Namen en in 1829 van de gemeenteraad van de stad Namen, waar hij in 1836 schepen werd.

## Nationaal Congres
In 1830 werd hij door de kiezers van het arrondissement Namen verkozen voor het Nationaal Congres. Aanvankelijk was hij eerder voorstander van aansluiting van het land bij Frankrijk. 
Hij stemde voor de onafhankelijkheidsverklaring van België en voor de eeuwigdurende uitsluiting van de Nassaus. Vervolgens stemde hij voor de hertog van Nemours en voor Surlet de Chokier als regent. 
Later stemde hij tegen de kandidatuur van Leopold van Saksen Coburg en tegen het Verdrag der XVIII artikelen.

## Léopold de Labeville
Pierre Joseph Lambert Léopold de Labeville (Marche, 27 augustus 1773 - Namen, 5 december 1823), oudere broer van Justin, werd in 1818, onder het Verenigd Koninkrijk der Nederlanden, erkend in de erfelijke adel en benoemd in de Ridderschap van de provincie Namen. Hij werd in 1818 verheven tot ridder, titel overdraagbaar bij eerstgeboorte. Hij trouwde in 1803 met Anne-Marie Lamquet (1782-1838) en ze hadden een enige dochter.
In de Franse tijd was hij premier adjoint in Namen en onder het Verenigd Koninkrijk der Nederlanden lid van de Provinciale Staten van Namen.